# Ab Harrewijnprijs
De Ab Harrewijnprijs is een prijs die jaarlijks wordt uitgereikt aan een persoon of groep personen die zich met een origineel idee hebben ingezet voor de onderkant van de samenleving. Ook persoonlijke inzet en kleinschaligheid worden meegewogen. 
Het initiatief voor de prijs komt voort uit De Linker Wang, een platform voor geloof en politiek in GroenLinks. De prijs is genoemd naar Ab Harrewijn, dominee, oprichter en voorzitter van De Linker Wang, partijvoorzitter en Tweede Kamerlid voor GroenLinks, die in 2002 plotseling overleed. Een gelijknamige stichting reikt sinds 2003 de prijs uit. De prijs bestaat uit een kunstwerk en een geldbedrag, dat moet worden ingezet voor het bekroonde initiatief. Ook de andere genomineerden ontvangen een geldbedrag. 
Partners in de stichting die de prijs uitreikt, zijn De Linker Wang, GroenLinks, de Stichting Dienst in de Industriële Samenleving vanwege de Kerken (DISK), de werkgroep Arme kant van Nederland/EVA en Emmaus Haarzuilens.
De jury bestond in 2025 bestond uit Kees Vendrik(voormalig Kamerlid GroenLinks, voorzitter), Hub Crijns (voormalig directeur DISK), Job de Haan (bestuurslid De Linker Wang), Nora Kasrioui (winnaar 2018), Eddy Reefhuis (oud-studiegenoot van Ab Harrewijn) en Els Veenis (voormalig partijbestuurder GroenLinks).

## Prijswinnaars
- 2003 - Aysel Disbudak voor haar initiatief voor de oprichting van het Migrantenplatform Gehandicapten Amsterdam
- 2004 - Dave Binder die een meubelbedrijfje Sandford en zo oprichtte, waar daklozen en verslaafden meubels maken en verkopen
- 2005 - Abel Hertzberger voor zijn werk voor de werkgroep Nederland-Srebrenica
- 2006 - Riky Schut, de drijvende kracht achter de werkgroep Landbouw en Armoede
- 2007 - Tessel Pauli en de andere vrijwilligers van de Steungroep Vrouwen zonder Verblijfsvergunning
- 2008 - Jan Mekelenkamp uit Hengelo voor zijn actie 'Even Bijtanken', dat korte uitjes organiseert voor mensen die dat anders niet kunnen betalen kunnen
- 2009 - Tonnie Verschoor van Ons Wereld Huuske in Klazienaveen, een kringloopwinkel
- 2010 - Marcia Kroes van stichting Zelfbeschadiging te Utrecht
- 2011 - Ine Spuls van de Villa (Stichting Eigen Bedrijvigheid) te Doetinchem
- 2012 - Bien Hofman, drijvende kracht achter de Pendrecht Universiteit, Rotterdam
- 2013 - Lisa Paassen, coördinator van het Jongeren Advies Punt (JAP) in Leeuwarden
- 2014 - Mariët Mensink en Maria van den Muijsenbergh, initiatiefnemers van het Wereldvrouwenhuis Mariam van Nijmegen
- 2015 - Helma du Pont van steungezin.nl
- 2016 - Here to Support, voor hun educatieve en culturele ondersteuning aan vluchtelingen die geen verblijfsvergunning in Nederland krijgen
- 2017 - Monique en Stephan van Baaren van de gaarkeuken uit Almelo
- 2018 - Stichting Brood en Rozen
- 2019 - Bij de Halte in Deventer[1]
- 2020 - Nuran Florissen-Kapikiran van het Deventerse initiatief Vrouwen voor Elkaar
- 2021 - Neo de Bono van de Moerwijk Coöperatie in Den Haag
- 2022 - René Serno van Samen voor Sliedrecht
- 2023 - Michelle van Tongerloo, huisarts met een praktijk in IJsselmonde (Rotterdam-Zuid) is ook actief in de Pauluskerk, waar ze veel dak- en thuislozen, verslaafden en mensen zonder geldige verblijfspapieren tot haar patiënten rekent. Voor hen zet zij zich in, onder andere door een particulier systeem van hulpverlening
- 2024 - Nancy Nijsten uit Heerlerheide voor haar initiatief van een voedselbank op basis van vertrouwen
- 2025 - Cybille Latour uit Utrecht voor haar initiatief om te leren koken met beperkte middelen